# L'Aube Nouvelle
L'Aube Nouvelle (En español: El nuevo alba) es el himno nacional de Benín. Fue escrito y compuesto por Gilbert Jean Dagnon y se  adoptó desde la independencia en 1960.

## Letra

### En francés
Jadis à son appel, nos aïeux sans faiblesse 

Ont su avec courage, ardeur, pleins d'allégresse

Livrer au prix du sang des combat éclatants.

Accourez vous aussi, bâtisseurs du présent,

Plus forts dans l'unité, chaqu'jour à la tâche,

Pour la postérité, construisez sans relâche.
Coro

Enfants du Bénin, debout!

La liberté d'un cri sonore

Chante aux premiers feux de l'aurore;

Enfants du Bénin, debout!
Quand partout souffle un vent de colère et de haine.

Béninois, sois fier, et d'une âme sereine,

Confiant dans l'avenir, regarde ton drapeau!

Dans le vert tu liras l'espor du renouveau,

De tes aïeux le rouge évoque le courage;

Des plus riches trésors le jaune est le présage.
Coro
Tes monts ensoleillés, tes palmiers, ta verdure,

Cher Bénin, partout font ta vive parure.

Ton sol offre à chacun la richesse des fruits.

Bénin, désormais que tes fils tous unis

D'un fraternel élan partagent l'espérance

De te voir à jamais heureux dans l'abondance.
Coro

### En español
Una vez que su llamada, nuestros antepasados sin debilidad
En su con valentía, entusiasmo, lleno de alegría
Presente en las precio de la sangre de lucha brillante.
acude ustedes también, los constructores de este,
Más fuerte en la unidad, chaqu'jour la tarea,
Para la posteridad, construir sin cesar.
Coro
Los niños de Benín, de pie!
La libertad de un grito de sonido
canta la primera luces del alba;
Los niños de Benín, de pie!
Cuando el viento sopla en todas partes la ira y el odio.
Benín, estar orgullosa, y un alma serena,
Confiando en el futuro, ver a su bandera!
En el verde le liras espor la renovación,
A partir de sus antepasados rojo evoca la valencía;
Los más ricos tesoros de color amarillo es el augurio.
Coro 
Su suelo bañadas por las montañas, la palma de su mano, su verdor,
Estimado Benín, en todas partes son su gran adorno.
Su suelo da a todos la riqueza de sus frutos.
Benín, ahora que su hijo todos unidos